# José María Bellido (dramaturgo)
José María Bellido Cormenzana (San Sebastián, 1922 - íd., 1994) fue un dramaturgo del llamado "Nuevo teatro español".

## Biografía
Ha sido considerado uno de los renovadores del teatro español de los sesenta aunque su dramaturgia dista mucho de poder ser considerada vanguardista y oscila entre el realismo y el alegorismo crítico. Sus primeras obras son de carácter realista, pero teñidas de simbolismo (Albergue 3000, 1944), Cuando termine la guerra (1946), El hombre que se fue (1948) y El baño (1950) y fuertes dosis críticas en piezas como Escorpión (1961) y Fútbol (1963), esta última premio Guipúzcoa y que configura una irónica alegoría de los dos bandos rivales que años arás interpretaron una contienda de incierto vencedor y claro vencido. En esta línea se sitúa Tren a F... (1960), una de sus obras más logradas, sobre el tópico del tren en que ve un hombre desencantado la posibilidad de transformar su propia existencia. La tendencia al simbolismo se mantiene en obras como El día sencillo (1964) y Solfeo para mariposas (1969), si bien nunca rompió con una puesta en escena y estructura dramática convencionales. Incluso retorna después al realismo más convencional con Rubio Cordero (1970) y Milagro en Londres (1971), uno de sus mayores éxitos, y el teatro de humor de armazón convencional en Esquina a Velázquez (1975), Patatús (1986) o Chuletillas de cordero (1987). También ha adaptado obras extranjeras, como, del inglés, El escaloncito.

## Obras
- Albergue 3000, 1944
- Cuando termine la guerra (1946)
- El hombre que se fue (1948)
- El baño (1950)
- El baile (1951)
- Escorpión (1961)
- Fútbol (1963), premio Guipúzcoa.
- Tren a F... (1960)
- El día sencillo (1964)
- La máquina (1966)
- El simpatizante (1966)
- Los relojes de cera (1968)
- Solfeo para mariposas (1969)
- Tres individuales (1969)
- Ecce caos (1969)
- Rubio Cordero (o Letras negras en los Andes) (1970)
- Milagro en Londres (1971)
- Esquina a Velázquez (1975)
- Patatús (1986)
- Chuletillas de cordero (1987).